# Zdeněk Hel
Zdeněk Hel (* 1967) je český biochemik, profesor imunologie a vědecký pracovník v oboru imunologie infekčních nemocí, nádorů, a vývoje vakcín působící v Spojených státech amerických.

## Životopis
Pochází z jihomoravských Letovic-Třebětína. Maturoval na gymnáziu v Boskovicích. V roce 1990 promoval na přírodovědecké fakultě Univerzity Karlovy v Praze v oboru biochemie. V roce 1997 získal velký doktorát (Ph.D.) v oboru molekulární imunologie na Katedře experimentální medicíny na McGill University v Montrealu. Po postdoktorandské stáži (1997–2002) v oboru imunologie infekčních nemocí a vývoje vakcín v National Cancer Institute, jež je součástí National Institutes of Health v Bethesde, nastoupil v roce 2003 jako odborný asistent (Assistant Professor, tenure track) na Katedře patologie lékařské fakulty University of Alabama (UAB) v Birminghamu ve Spojených státech amerických. Na UAB se dlouhodobě zabývá výzkumem viru HIV, slizniční imunologií, imunologií nádorů, a jinými obory . Od roku 2012 působil na Katedře patologie a na Katedře mikrobiologie UAB jako docent (Associate Professor, tenured), od roku 2017 jako profesor (Full Professor, tenured). Působil jako konzultant pro NIH, WHO, a další vědecké a zdravotnické organizace. K roku 2020 se podílel na výzkumu viru SARS-CoV-2 a jeho působení v lidském organismu. Se svým týmem zkoumal, jakou měrou se podílí neutrofily na průběhu a vážnosti onemocnění covid-19.
Zdeněk Hel je ženatý od roku 2002. Jeho manželka Anna Helová (roz. Medveďová), pocházející ze Slovenska, je rovněž vědecká pracovnice. Mají dvě děti – Jakuba a Kristýnu. 

## Iniciativa Sníh
Je jedním ze zakladatelů apolitické Iniciativy Sníh. Iniciativa sdružuje experty spolupracující mimo jiné na zmírnění dopadů pandemie covidu-19 v České republice a usiluje o vědecky poctivý přístup k řešení pandemie.
Dne 8. února 2021 ministr Jan Blatný na tiskové konferenci oznámil, že s iniciativou navázal spolupráci. Zdeněk Hel rovněž od ledna 2021 probírá vývoj pandemie covidu-19 v Česku s premiérem Andrejem Babišem.